# Eupithecia vaticina
Eupithecia vaticina là một loài bướm đêm trong họ Geometridae.